# Freie Wähler Mecklenburg-Vorpommern
Die Landesvereinigung Freie Wähler Mecklenburg-Vorpommern (Kurzbezeichnung: Freie Wähler M-V, Eigenschreibweise: FREIE WÄHLER M-V) ist ein Landesverband der Bundesvereinigung Freie Wähler.

## Parlamentarische Vertretung
Von Mai 2017 bis November 2018 war mit dem für die Familien-Partei Deutschlands gewählten Arne Gericke ein Abgeordneter im Europäischen Parlament Mitglied der Landesvereinigung.
Am 13. November 2018 erklärten drei der vier Landtagsabgeordneten der Bürger für Mecklenburg-Vorpommern, einer Abspaltung der AfD, dass sie der Landesvereinigung Freie Wähler beitreten würden. Zusammen mit dem parteilosen Ralf Borschke bildeten sie die Fraktion Freie Wähler/Bürger für Mecklenburg-Vorpommern. Die Partei Bürger für Mecklenburg-Vorpommern löste sich am 9. Dezember 2018 auf. Ende September 2019 traten die Landtagsabgeordneten nach Streitigkeiten mit dem damaligen Landesvorsitzenden Gustav Graf von Westarp aus der Partei aus, die Fraktion löste sich auf. Matthias Manthei und Bernhard Wildt schlossen sich der CDU-Fraktion an, Borschke kehrte zur AfD zurück und Christel Weißig wurde fraktionslos.

## Vorstand
| Landesvorsitzender        | Bodo Kappek               |
| Stellv. Landesvorsitzende | Karl Kessner, Arno Süssig |
| Schriftführer             | Thomas Hecht              |
| Landesschatzmeisterin     | Manuela Semder            |
| Landesgeschäftsführer     | Roger Schmidt             |

## Gliederung
Die Landesvereinigung organisieren sich in 6 Kreisvereinigungen. Sie organisieren die Parteiarbeit vor Ort.
- Kreisvereinigung Hansestadt Rostock
- Kreisvereinigung Landkreis Rostock
- Kreisvereinigung Ludwigslust-Parchim
- Kreisvereinigung Mecklenburgische Seenplatte
- Kreisvereinigung Nordwestmecklenburg
- Kreisvereinigung Vorpommern-Greifswald

## Inhaltliches Profil

### Straßenausbaubeiträge
Die Freien Wähler starteten eine Volksinitiative zur Abschaffung der Straßenausbaubeiträge. Innerhalb von einigen Wochen wurden etwa 44.000 Unterschriften gesammelt. Die Landesregierung beschloss in der Folge am 21. November 2018, dass die Straßenausbaubeiträge bis spätestens 2020 abgeschafft werden sollen.